# Gabon vid världsmästerskapen i simsport 2022
Gabon tävlade vid världsmästerskapen i simsport 2022 i Budapest i Ungern mellan den 17 juni och 3 juli 2022. Gabon hade en trupp på en idrottare.

## Simning
| Idrottare  | Gren                      | Heat  | Heat      | Semifinal        | Semifinal        | Final            | Final            |
| Idrottare  | Gren                      | Tid   | Placering | Tid              | Placering        | Tid              | Placering        |
| ---------- | ------------------------- | ----- | --------- | ---------------- | ---------------- | ---------------- | ---------------- |
| Adam Mpali | Herrarnas 50 meter frisim | 27,93 | 87        | Gick inte vidare | Gick inte vidare | Gick inte vidare | Gick inte vidare |